# 八一水库 (瓦房店)
八一水库是中国辽宁省大连市瓦房店市境内的一座水库，位于永宁河上，建于1958年。水库正常库容为1600万立方米，集雨面积为61平方千米，海拔为29.82米。